# 利德希特
利德希特（法語：Liederschiedt，法語發音：[lidəʁʃit]；洛林法兰克语：Liderschid）是法国摩泽尔省的一个市镇，位于该省东北部，属于萨尔格米讷区。

## 地理
利德希特（49°7'17"N, 7°29'57"E）面积5.99 平方千米，位于法国大東部大區摩泽尔省，该省份为法国东北部内陆省份，是洛林的一部分，西南接默尔特-摩泽尔省，东临下莱茵省，北与卢森堡和德国接壤。
与利德希特接壤的市镇（或旧市镇、城区）包括：布斯维莱尔、阿斯珀尔希特、罗普维莱尔、瓦尔杜斯、瓦尔什布龙。
利德希特的时区为UTC+01:00、UTC+02:00（夏令时）。

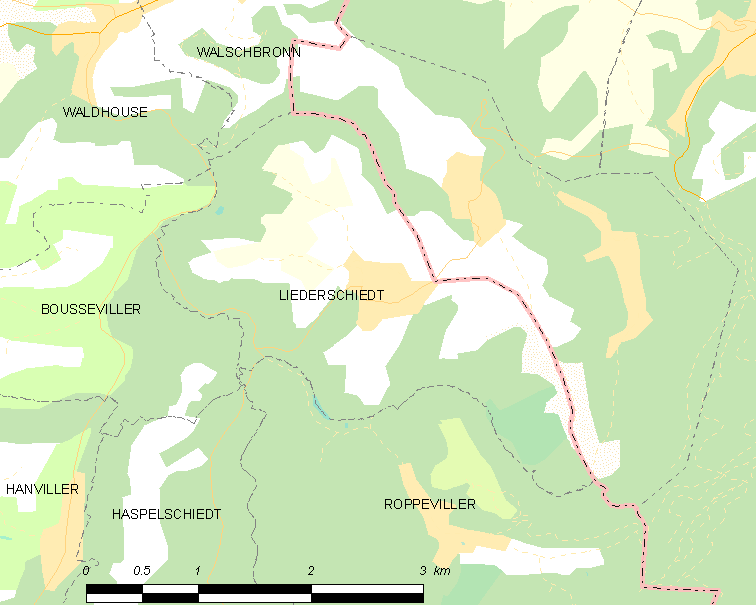
利德希特的OSM定位图

## 行政
利德希特的邮政编码为57230，INSEE市镇编码为57402。

## 政治
利德希特所属的省级选区为比奇县。

## 人口

1962-2008年间利德希特人口变化图示

利德希特于2022年1月1日时的人口数量为117人。